# Tudományos nyelvek

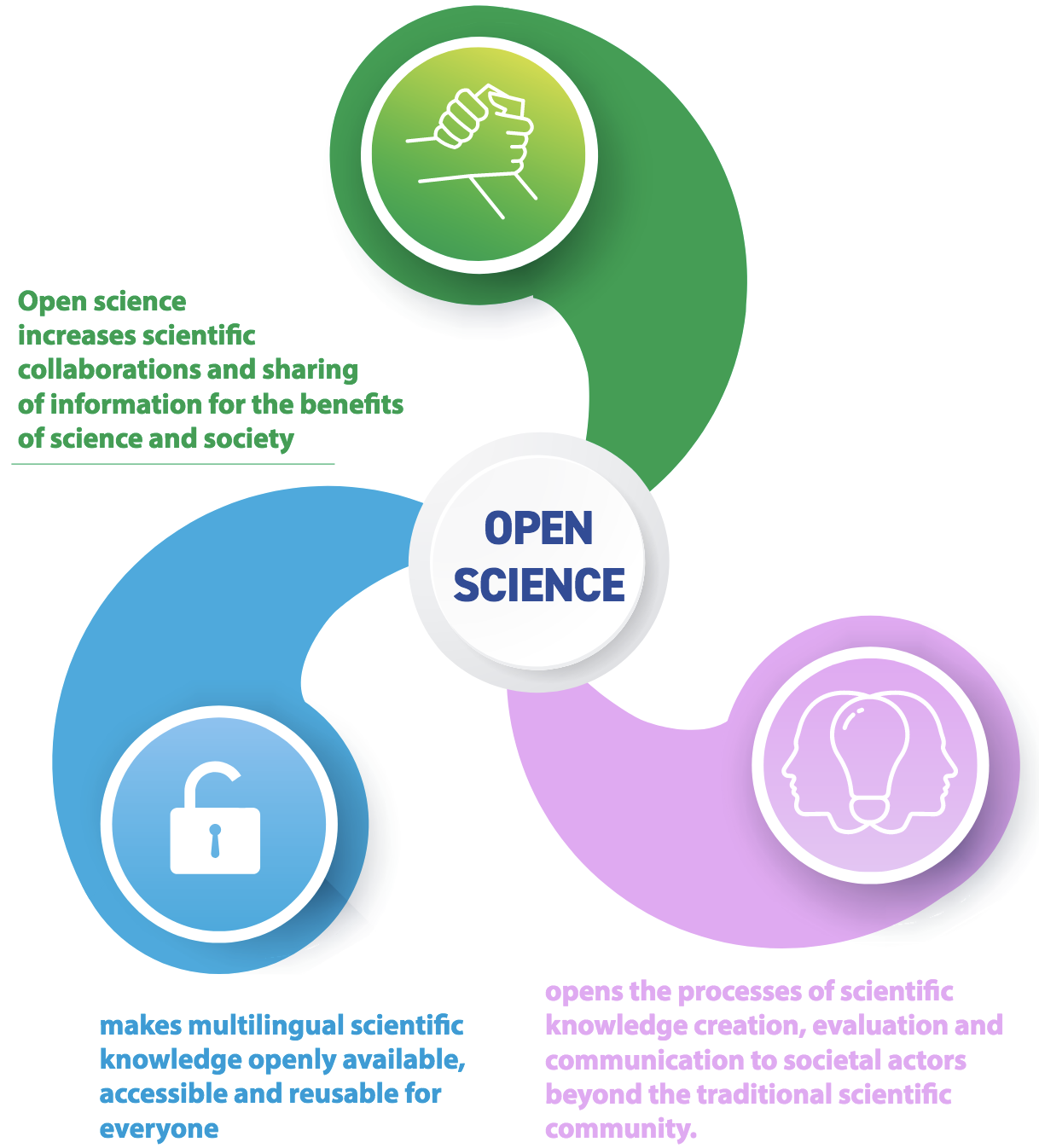
A többnyelvűség az Open Science mozgalom egyik jellemzője, az UNESCO szerint.

Tudományos nyelvek olyan közvetítőnyelvek, amelyeket egy vagy több tudományos közösség használ a nemzetközi kommunikációra. Michael Gordin tudománytörténész szerint, az ilyen nyelvek "egy adott nyelv speciális formája, amit a tudomány művelésekor használatos, vagy különböző nyelvek halmaza, amelyeken a tudományt művelik."
A 19. századig, az olyan klasszikus nyelvek, mint a latin, klasszikus arab, szanszkrit, klasszikus kínai teljeskörűen használatosak voltak Afrikában, Európában és Ázsiában a nemzetközi tudományos kommunikációra. Több társadalmi tényező, a nemzetállamok európai felemelkedése, az ipari forradalom és a gyarmatosító törekvések magukkal hozták három európai nyelv használatátː a franciáét, a németét, és az angolét. Bár új tudományos nyelvek is előkerültek, mint az orosz vagy az olasz; később a nemzetközi tudományos szervezetek a mesterséges nyelvek használatával kezdtek el előállni, mint az eszperantó.
Az első világháború után, az angol leváltotta fokozatosan a franciát és a németet, és a tudomány vezető nyelve lett, de nem kizárólag. A kutatás a Szovjetunióban gyorsan fejlődött a második háborút követően, és az orosz folyóiratokhoz való hozzáférés egy politikai ügy lett az Egyesült Államokban, ami a gépi fordítás fejlődéséhez vezetett. A 20. század utolsó évtizedeiben, egyre több tudományos publikációk használta az angolt, részben az angol nyelvű tudományos infrastruktúrák, indexek idézetek kiválósága miatt. Helyi nyelvek még mindig relevánsak maradnak a legtöbb országban és régióban, mint Kínában, Latin-Amerikában és Indonéziában. Az orvoslás, valamint a szociális és környezeti tudományterületek helyi nyelveken is relevánsak maradtak. 
Az Open Science mozgalom fejlődése újra felélesztette a vitát a nyelvi diverzitásról, szociális és helyi hatás fontos célkitűzése lett az ilyen platformoknak. 2019-ben 120 nemzetközi tudományos szervezet írta alá a Helsinki kezdeményezést a többnyelvűségről a tudományos kommunikációban és támogatta a többnyelvűséget és a nemzeti nyelvek infrastruktúrájának fejlesztését a tudományos kommunikációban.